# Вулиця Лукіяновича
Ву́лиця Дени́са Лукіяно́вича — вулиця в Галицькому районі міста Львова, в місцевості Цитадель. Прямує від вулиці Грабовського на південний захід до вулиці Вітовського.

## Історія та назва
Вулиця закладена у першій половині XIX століття та мала назву Пелчинська поперечниця, бо виходила до Пелчинського ставу. Від 1844 року — вулиця Косьціцького, від 1871 року — вулиця Богуславського, на честь польського театрального діяча, актора, режисера, творця львівського театру Войцеха Богуславського, під час німецької окупації — Горст Вессельґассе, на честь діяча німецького нацистського руху Горста Весселя, у 1944 році повернена передвоєнна назва — вулиця Богуславського і вже від 1950 року — вулиця Лібкнехта, на честь діяча німецького комуністичного руху Карла Лібкнехта. Сучасна назва від 1991 року — вулиця Лукіяновича, на пошану українського письменника Дениса Лукіяновича.

## Забудова
В архітектурному ансамблі вулиці Лукіяновича переважають класицизм, історизм, віденська сецесія та конструктивізм. На вулиці лише будинок під № 9 є пам'яткою архітектури місцевого значення.

### Будинки
№ 2 — житлова чиншова кам'яниця споруджена у 1930-х роках у стилі функціоналізму. Оздоблення вхідного порталу — над дверима розташовані дві грубі рустовані не симетричні тяги та вікно-ілюмінатор, а з правого боку подовжена рустована пілястра. На жаль, оригінальні вхідні двері не збереглись. Вхідні сходи облицьовані темним та світлим алебастром. В деяких дверях та вікнах ще збереглись автентичні рельєфні скла.
№ 3 — готель «Леотель» на 21 комфортабельний номер та однойменний ресторан.
№ 7 — двоповерхова кам'яниця кінця XIX століття.

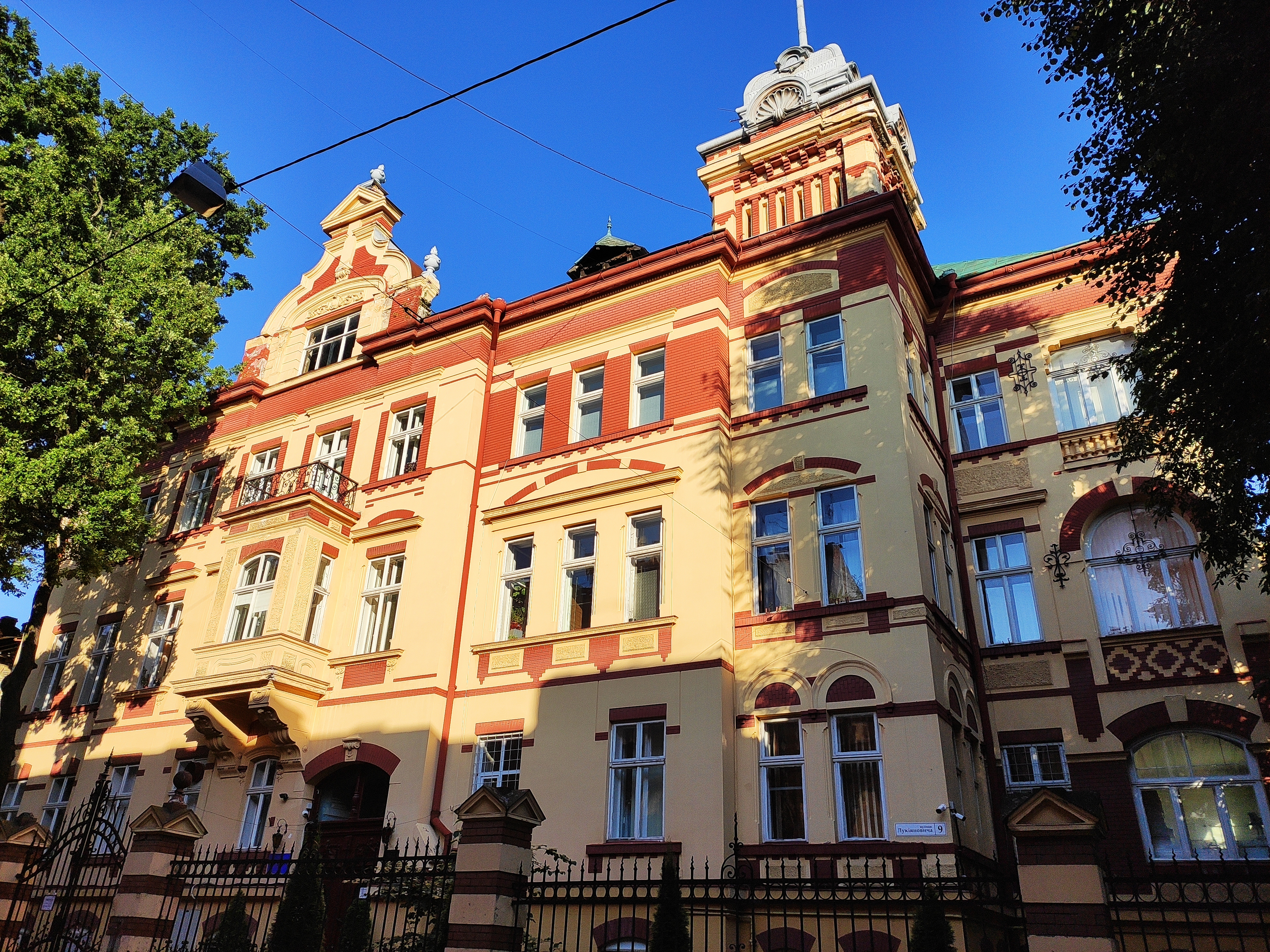
Кам'яниця Ойзаша Віксля (вул. Лукіяновича, 9)

№ 9 — колишня кам'яниця львівського «короля пива» Ойзаша Вікселя, зведена 1897 року у еклектичному стилі. У міжвоєнний період тут мешкали завідувач кафедри нафтових технологій та газовидобутку Львівської Політехніки, професор Станіслав Пілат та архітектор Леопольд Райсс. За радянського часу будинок належав винзаводу. Нині в будинку розташована військово-медична служба та поліклініка управління СБУ у Львівській області. Будинок внесений до Реєстру пам'яток архітектури місцевого значення під охоронним № 724-м.
№ 11 — тут розташовані офіс ТОВ «Галвинпрод» та майстерня друку «Print Studio Group».
№ 12 — багатоквартирний житловий будинок споруджений у 1930-х роках у стилі функціоналізму. Має отинькований фасад. Вхідний портал дуже плавно заокруглений, не лише пілястри, але й вікна виконані в аналогічному стилі. Вхідні сходи до під'їзду з обох боків оздоблені алебастром, який ще називали руським мармуром. Підлога виконана в класично чорно-білій плитці.
№ 14 — житловий будинок. В одній з квартир наприкінці 1940—початку 1950-х років переховувалась дружина начальника Головного військового штабу УПА полковника Олекси Гасина — підпільниця ОУН Ольга Гасин з дітьми.